# Загарське сільське поселення
Зага́рське сільське поселення (рос. Загарское сельское поселение) — адміністративна одиниця у складі Юр'янського району Кіровської області Росії. Адміністративний центр поселення — село Загар'є.

## Історія
Станом на 2002 рік на території поселення існували такі адміністративні одиниці:
- Загарський сільський округ (село Загар'є, селище 32 км, присілки Верхня Горця, Зам'ятіни, Зяблець, Куниченки, Мильнікови, Моржани, М'яснікови, Нижня Горця, Ожеговщина, Підпоговська, Рубленки, Самиленки, Сирченки)
- Ложкарський сільський округ (селище 44 км, присілки Дідіно, Звіреви, Кленове, Ліфанови, Ложкарі, Нестеровічі, Пашичі, Пестерово, Тімінці)

Згідно із законом Кіровської області від 7 грудня 2004 року № 284-ЗО у рамках муніципальної реформи були утворені Загарське та Ложкарське сільські поселення, 2009 року Ложкарське сільське поселення було приєднане до Загарського сільського поселення.

## Населення
Населення поселення становить 1699 осіб (2017; 1687 у 2016, 1710 у 2015, 1719 у 2014, 1690 у 2013, 1656 у 2012, 1643 у 2010, 2056 у 2002).

## Склад
До складу поселення входять 24 населених пункти:
| Населений пункт        | Населення, осіб (2002) | Населення, осіб (2010) |
| ---------------------- | ---------------------- | ---------------------- |
| 32 км, селище          | 0                      | 0                      |
| 44 км, селище          | 1                      | 2                      |
| Верхня Горца, присілок | 4                      | 3                      |
| Дідіно, присілок       | 25                     | 13                     |
| Загар'є, село          | 1191                   | 1051                   |
| Зам'ятіни, присілок    | 0                      | 0                      |
| Звіреви, присілок      | 9                      | 2                      |
| Зяблець, присілок      | 6                      | 3                      |
| Кленове, присілок      | 4                      | 1                      |
| Куниченки, присілок    | 0                      | 0                      |
| Ліфанови, присілок     | 4                      | 0                      |
| Ложкарі, присілок      | 422                    | 455                    |
| Мильникови, присілок   | 5                      | 1                      |
| Моржани, присілок      | 0                      | 0                      |
| М'ясникови, присілок   | 6                      | 8                      |
| Нестеровичі, присілок  | 0                      | 1                      |
| Нижня Горца, присілок  | 0                      | 3                      |
| Ожеговщина, присілок   | 36                     | 28                     |
| Пашичі, присілок       | 4                      | 0                      |
| Пестерово, присілок    | 14                     | 10                     |
| Підпоговська, присілок | 5                      | 3                      |
| Рубленки, присілок     | 68                     | 44                     |
| Самиленки, присілок    | 2                      | 3                      |
| Сирченки, присілок     | 5                      | 6                      |
| Тімінці, присілок      | 13                     | 6                      |